# Флавин, Джеймс
Джеймс Флавин (англ.  James Flavin), полное имя Джеймс Уильям Флавин-младший (англ. James William Flavin Jr.) (14 мая 1906 года — 23 апреля 1976 года) — американский характерный актёр, более всего известный по фильмам 1930-1950-х годов.
За свою карьеру, охватившую почти пятьдесят лет, Флавин сыграл в 400 фильмах и почти в 100 телесериалах. Наиболее известные картины с его участием — «Кинг-Конг» (1933), «Мой слуга Годфри» (1936), «Ты не можешь забрать это с собой» (1938), «Ревущие двадцатые» (1939), «Гроздья гнева» (1940), «Помни эту ночь» (1940), «Лора» (1944), «Милдред Пирс» (1945), «Аллея кошмаров» (1947), «Это случилось на Пятой авеню» (1947), «Мистер Робертс» (1955) и «Хладнокровное убийство» (1967).

## Ранние годы и начало карьеры
Джеймс Флавин родился 14 мая 1906 года в Портленде, штат Мэн, в семье официанта англо-ирландского происхождения. Вопреки своему голливудскому прозвищу «Ирландец» он был ирландцем лишь на четверть.
Флавин учился в Военной академии США в Вест-Пойнте, где в 1924 году был защитником футбольной команды Армии США. В 1926 году Флавин оставил учёбу и вернулся в родной Портленд, где работал таксистом. В 1929 году ему предложили подменить заболевшего актёра в летнем театре. После этого Флавин решил сменить направление своей карьеры, и вместе с театром направился в Нью-Йорк.
Флавин не пробился на Бродвей, однако получил роли в нескольких гастролирующих спектаклях, включая бродвейскую музыкальную комедию «Святая Аделина» (1929-1930). Игра Флавина обратила на себя внимание голливудских скаутов, и вскоре актёр подписал контракт с Universal Studios.

## Карьера в кино
Флавин прибыл в Голливуд в 1932 году, где, по словам историка кино Хэла Эриксона, его стали «готовить в исполнители главных ролей». Однако актёр возражал против придания себе гламурного облика и «демонстративно противился быть похороненным под тоннами грима». Тем не менее, Флавин дебютировал именно в главной роли авиатора Боба Ли в 12-серийном приключенческом киносериале «Загадка авиапочты» (1932) продолжительностью 3 часа 45 минут. Как отмечено в биографии актёра на сайте Turner Classic Movies, роль в этом фильме так и осталась его единственной главной ролью. Тем не менее, на Флавина быстро возник большой спрос, и в уже в 1932 году он сыграл ещё в семи фильмах, среди них такие известные картины, как приключенческий триллер «Самая опасная игра» (1932) с Джоэлом Маккри, где он был первым помощником на яхте, и мелодрама «Переулок» (1932) с Айрин Данн, где он сыграл небольшую роль репортёра.
В общей сложности, за 1930-1940-е годы Флавин появился в эпизодах и небольших ролях более чем в 300 фильмах. Одной из наиболее известных картин Флавина стал приключенческий хоррор «Кинг-Конг» (1933), где он сыграл роль второго помощника Бриггса. Кроме того, в 1930-е годы Флавин сыграл небольшие роли в таких значимых фильмах, как семейные ленты «Сияющие глазки» (1934) и «Браво, малышка!» (1934) с Ширли Темпл, искромётная комедия «Мой слуга Годфри» (1934) с Уильямом Пауэллом и Кэрол Ломбард, романтическая комедия «Ты не можешь забрать это с собой» (1938) с Джеймсом Стюартом и Джин Артур, криминальные драмы «Джимены» (1935) с Джеймсом Кэгни, «Жизнь даётся один раз» (1937) с Генри Фондой, «Каждое утро я умираю» (1939) с Кэгни, а также захватывающий вестерн «Юнион Пасифик» (1939) с Барбарой Стэнвик и Джоэлом Маккри.
В 1940 году Флавин сыграл охранника в классической драме «Гроздья гнева» (1940), которую Джон Форд поставил по роману Джона Стейнбека. Другими наиболее заметными фильмами Флавина 1940-х годов были спортивная биографическая драма «Кнут Рокни, стопроцентный американец» (1940) с Пэтом О’Брайеном, музыкальный биопик «Янки Дудл Денди» (1942) с Джеймсом Кэгни, очаровательная романтическая комедия «Небеса могут подождать» (1943) с Доном Амичи, мелодрама «Украденная жизнь» (1946) с Бетт Дейвис в роли двух сестёр-близняшек, а также в хоррор-комедия «Эббот и Костелло встречают убийцу, Бориса Карлоффа» (1949), где он предстал в образе терпеливого детектива отдела убийств.
Кроме того, в 1940-е годы Флавин сыграл в целой серии фильмов нуар, среди них «Высокая Сьерра» (1941), «Ночной кошмар» (1941), «Лора» (1944), «Милдред Пирс» (1945), «Конфликт» (1945), «Странная любовь Марты Айверс» (1946), «Большой сон» (1946), «Никто не живёт вечно» (1946), «Аллея кошмаров» (1947), «Нора Прентисс» (1947), «Прикосновение бархата» (1948), «Спи, моя любовь» (1948), «Стойкость» (1949), «Путь фламинго» (1949), «Ограбление инкассаторской машины» (1950), «Пункт назначения — убийство» (1950) и «Нагая улица» (1955). Как отмечает историк кино Карен Хэннсберри, «в большинстве этих фильмов Флавин был полицейским детективом, патрульным полицейским или тюремным охранником». Наиболее заметные роли он сыграл в фильме «Аллея кошмаров» (1947), где был владельцем цирка, который нанимает главного героя (его играет Тайрон Пауэр), а также в фильме «Пункт назначения — убийство», где, по мнению Хэннсберри, «он сыграл свою лучшую роль полицейского детектива, лейтенанта Брюстера, который помогает поймать изобретательного убийцу».
Помимо этой картины самыми заметными фильмами Флавина в 1950-е годы стали также военная драма «Тихоокеанская операция» (1951) с Джоном Уэйном, мелодрама по роману Теодора Драйзера «Сестра Кэрри» (1952) с Лоренсом Оливье, романтическая комедия с Джоном Уэйном «Кругом неприятности» (1953), военная комедия «Мистер Робертс» (1955) с Кэгни и Фондой, военная драма с Уэйном «Крылья орлов» (1957), а также комедия с Кэгни «Последний салют» (1958).
Начиная с 1960 года, Флавин снимался значительно меньше, сыграв до конца кинокарьеры в 1976 году всего в семи фильмах. В 1963 году он появился в небольшой роли патрульного в приключенческой комедии «Этот безумный, безумный, безумный, безумный мир» (1963), в 1967 году он сыграл с коллегами по нуаровому жанру Джеффом Кори и Чарльзом Макгроу в криминальной драме «Хладнокровное убийство» (1963), а в 1971 году исполнил маленькую роль священника в комедии «Босой руководитель» (1971) с Куртом Расселом в главной роли.

## Карьера на телевидении
С середины 1950-х до середины 1970-х годов Флавин сыграл более чем в 100 эпизодах различных телесериалов, среди них «Одинокий рейнджер» (1950), «Я люблю Люси» (1956), «Знакомьтесь Макгроу» (1957-1958, 3 эпизода), «Альфред Хичкок представляет» (1958-1962, 3 эпизода), «Неприкасаемые» (1960, 2 эпизода), «Сумеречная зона» (1961-1962, 2 эпизода), «Мистер Эд» (1961-1965, 8 эпизодов), «Семейка Аддамс» (1965), «Требуется вор» (1968, 2 эпизода) и «Семейка Брэйди» (1974).
Он также играл постоянные роли в двух сериалах. В 1958-1960 годах Флавин был лейтенантом нью-йоркской полиции в криминальном телесериале «Человек с камерой» с Чарльзом Бронсоном в главной роли фотографа горячих новостей, а в 1960-1962 годах Флавин появился в 33 эпизодах музыкального криминального сериала «Ревущие двадцатые» (1960-1962).
Свою последнюю роль Президента Эйзенхауэра Флавин сыграл в документальной теледраме «Франсис Гэри Пауэрс: правдивая история инцидента со шпионским самолётом У-2» (1976), которая была основана на реальном инциденте с пролётом самолёта У-2 над территорией СССР.

## Карьера на Бродвее
В 1969 году Флавин в первый и единственный раз играл на бродвейской сцене. Он исполнил роль остроумного репортёра в спектакле «Первая полоса». В одном из интервью Флавин вспоминал, что ранее уже участвовал в восьми разных постановках «Первой полосы» в театрах на Западе США, «переиграв в этом спектакле почти все роли».

## Актёрское амплуа и оценка творчества
По словам Карен Хэннсберри, появившись более, чем в 400 фильмах, Джеймс Флавин считается актёром, сыгравшим «больше ролей в кино, чем кто-либо любой другой». «Нью-Йорк Таймс» также обращает внимание на то, что Флавин «сыграл роли второго плана более чем в 400 фильмах и телепрограммах», и был занят постоянно — за все годы работы в кино, на телевидении и в театре самый долгий отрезок времени без работы составил у него две недели. Наконец, в биографии актёра на сайте Turner Classic Movies также подчёркивается, что «за свою карьеру, охватившую более полувека, Флавин сыграл более чем в 400 фильмах, часто играя полицейских и других представителей власти, во многих случаях без упоминания в титрах».
По словам «Нью-Йорк Таймс», Флавин специализировался на ролях «жёстких детективов, сержантов-морпехов и полицейских». Хэннсберри также отметила, что более всего Флавин был известен своими «колоритными образами жёстких представителей закона». Как пишет Хэл Эриксон, «большую часть кинокарьеры актёр посвятил эпизодическим ролям. Если в фильме появлялся коп, судебный исполнитель, сержант морской пехоты, цирковой рабочий, матрос или мелкий политический делец, шансы увидеть в этой роли Флавина были очень велики. Его характерная саркастическая манера речи и рубленные ирландские черты лица делали его мгновенно узнаваемым, даже если его имя и не фигурировало в титрах». По замечанию биографа актёра на сайте Turner Classic Movies, более всего Флавин памятен созданием образа именно «ирландского копа, стереотипного персонажа, который появлялся во множестве фильмов 1930-1950-х годов». Именно с Флавиным этот образ ассоциируется прежде всего.
Как пишет Эриксон, поскольку Флавин «за время своей карьеры успел поработать практически со всеми (знаменитостями), в поздние годы он стал бесценным источником историй со съёмочных площадок для историков кино».

## Личная жизнь
В 1932 году Флавин женился на актрисе Люсиль Браун, которая была его партнёршей по фильму «Загадка авиапочты». Пара прожила вместе почти 30 лет вплоть до его смерти в 1976 году. В 1946 году у них родился сын Уильям Джеймс Флавин, который стал профессиональным военным и преподавателем Военного колледжа Армии США в Карлайле.

## Смерть
Джеймс Флавин умер незадолго до своего 70-летия в Лос-Анджелесе 23 апреля 1976 года от разрыва аорты. Его жена Люсиль Браун умерла две недели спустя.

## Фильмография
| Год       |    | Русское название                                                         | Оригинальное название                                           | Роль                                                                  |
| --------- | -- | ------------------------------------------------------------------------ | --------------------------------------------------------------- | --------------------------------------------------------------------- |
| 1932      | ф  | Загадка авиапочты                                                        | The Airmail Mystery                                             | Боб Ли                                                                |
| 1932      | ф  | Маккенна из конной полиции                                               | McKenna of the Mounted                                          | капрал Рэндалл Маккенна                                               |
| 1932      | ф  | Окей, Америка!                                                           | Okay, America!                                                  |                                                                       |
| 1932      | ф  | Всеамериканский                                                          | The All-American                                                | Дон Линзи                                                             |
| 1932      | ф  | Переулок                                                                 | Back Street                                                     | репортёр (в титрах не указан)                                         |
| 1932      | ф  | Самая опасная игра                                                       | The Most Dangerous Game                                         | старпом на яхте (в титрах не указан)                                  |
| 1933      | ф  | Кинг-Конг                                                                | King Kong                                                       | второй помощник капитана                                              |
| 1933      | ф  | Здравствуй, сестричка!                                                   | Hello, Sister!                                                  | пожарный                                                              |
| 1933      | ф  | Отряд особого назначения                                                 | Riot Squad                                                      | детектив Мак Маккью                                                   |
| 1933      | ф  | Корабль разыскиваемых людей                                              | Ship of Wanted Men                                              | Фрэнк Буш                                                             |
| 1933      | ф  | Острый перец                                                             | Hot Pepper                                                      | второй коп (в титрах не указан)                                       |
| 1933      | ф  | Только вчера                                                             | Only Yesterday                                                  | Билли (в титрах не указан)                                            |
| 1934      | ф  | Возлюбленная                                                             | Beloved                                                         | Уилкокс                                                               |
| 1934      | ф  | Большая гонка                                                            | The Big Race                                                    | Билл Фигг                                                             |
| 1934      | ф  | Браво, малышка                                                           | Baby Take a Bow                                                 | Фланниган                                                             |
| 1934      | ф  | Знак ненависти                                                           | The Brand of Hate                                               | Холт Ларкинс                                                          |
| 1934      | ф  | Дело Кросби                                                              | The Crosby Case                                                 | детектив О’Ши (в титрах не указан)                                    |
| 1934      | ф  | Романы джентльмена                                                       | Affairs of a Gentleman                                          | Донован (в титрах не указан)                                          |
| 1934      | ф  | Дикое золото                                                             | Wild Gold                                                       | детектив (в титрах не указан)                                         |
| 1934      | ф  | Романы Челлини                                                           | The Affairs of Cellini                                          | полицейский охранник (в титрах не указан)                             |
| 1934      | ф  | Проснись и пой                                                           | Wake Up and Dream                                               | коп (в титрах не указан)                                              |
| 1935      | ф  | Секреты Китайского квартала                                              | Secrets of Chinatown                                            | Брандхма                                                              |
| 1935      | ф  | Билет в один конец                                                       | One-Way Ticket                                                  | Эд                                                                    |
| 1935      | ф  | Светский врач                                                            | Society Doctor                                                  | детектив Юинг (в титрах не указан)                                    |
| 1935      | ф  | После работы                                                             | After Office Hours                                              | полицейский детектив (в титрах не указан)                             |
| 1935      | ф  | Смерть летит на восток                                                   | Death Flies East                                                | пилот (в титрах не указан)                                            |
| 1935      | ф  | Капитан Ураган                                                           | Captain Hurricane                                               | офицер фрегата (в титрах не указан)                                   |
| 1935      | ф  | Прямо от сердца                                                          | Straight from the Heart                                         | полицейский (в титрах не указан)                                      |
| 1935      | ф  | Джимены                                                                  | 'G' Men                                                         | агент с Джин (в титрах не указан)                                     |
| 1935      | ф  | Герой общества №1                                                        | Public Hero #1                                                  | Флавин, федеральный агент (в титрах не указан)                        |
| 1935      | ф  | Люди будут говорить                                                      | People Will Talk                                                | первый репортёр (в титрах не указан)                                  |
| 1935      | ф  | Отряд китайского квартала                                                | Chinatown Squad                                                 | детектив (в титрах не указан)                                         |
| 1935      | ф  | Убийство человека                                                        | The Murder Man                                                  | полицейский на карусели (в титрах не указан)                          |
| 1935      | ф  | Разыскивается женщина                                                    | Woman Wanted                                                    | Мак, полицейский (в титрах не указан)                                 |
| 1935      | ф  | Специальный агент                                                        | Special Agent                                                   | агент, арестовывающий Джули (в титрах не указан)                      |
| 1935      | ф  | Помнишь прошлую ночь?                                                    | Remember Last Night?                                            | полицейский (в титрах не указан)                                      |
| 1935      | ф  | Великолепная одержимость                                                 | Magnificent Obsession                                           | шофёр (в титрах не указан)                                            |
| 1936      | ф  | Самая счастливая девушка в мире                                          | The Luckiest Girl in the World                                  | полицейский                                                           |
| 1936      | ф  | Чарли Чен на скачках                                                     | Charlie Chan at the Race Track                                  | детектив в участке (в титрах не указан)                               |
| 1936      | ф  | Мой слуга Годфри                                                         | My Man Godfrey                                                  | второй детектив (в титрах не указан)                                  |
| 1936      | ф  | Двое в толпе                                                             | Two in a Crowd                                                  | полицейский (в титрах не указан)                                      |
| 1936      | ф  | Великолепный грубиян                                                     | Magnificent Brute                                               | партнёр Ханки (в титрах не указан)                                    |
| 1936      | ф  | Рожденная танцевать                                                      | Born to Dance                                                   | офицер на корабле (в титрах не указан)                                |
| 1937      | ф  | Я обещаю заплатить                                                       | I Promise to Pay                                                | Билл Сивер                                                            |
| 1937      | ф  | Лига испуганных мужчин                                                   | The League of Frightened Men                                    | Джо                                                                   |
| 1937      | ф  | Девушки умеют играть                                                     | Girls Can Play                                                  | Билл О’Мэлли                                                          |
| 1937      | ф  | Опасный номер                                                            | Dangerous Number                                                | таксист (в титрах не указан)                                          |
| 1937      | ф  | Жизнь даётся один раз                                                    | You Only Live Once                                              | полицейский штата (в титрах не указан)                                |
| 1937      | ф  | Давай поженимся                                                          | Let's Get Married                                               | Долан (в титрах не указан)                                            |
| 1937      | ф  | Полуночное такси                                                         | Midnight Taxi                                                   | детектив Маккормик (в титрах не указан)                               |
| 1937      | ф  | Сан-Квентин                                                              | San Quentin                                                     | надзиратель (в титрах не указан)                                      |
| 1937      | ф  | Агент президента                                                         | This Is My Affair                                               | надзиратель (в титрах не указан)                                      |
| 1937      | ф  | Большой город                                                            | Big City                                                        | водитель такси (в титрах не указан)                                   |
| 1937      | ф  | Дорогая мисс Олдрич                                                      | My Dear Miss Aldrich                                            | доктор Спитци Калахан (в титрах не указан)                            |
| 1937      | ф  | Чарли Чен на Бродвее                                                     | Charlie Chan on Broadway                                        | детектив (в титрах не указан)                                         |
| 1937      | ф  | Опасно ваш                                                               | Dangerously Yours                                               | водитель (в титрах не указан)                                         |
| 1937      | ф  | Девушка большого города                                                  | Big Town Girl                                                   | полицейский (в титрах не указан)                                      |
| 1937      | ф  | Манекен                                                                  | Mannequin                                                       | крупный мужчина (в титрах не указан)                                  |
| 1937      | ф  | Негодяй из Бримстоуна                                                    | The Bad Man of Brimstone                                        | второй федеральный маршал (в титрах не указан)                        |
| 1938      | ф  | Лайтнинг Карсон снова в пути                                             | Lightning Carson Rides Again                                    | агент департамента юстиции                                            |
| 1938      | ф  | Заключённые на свободе                                                   | Convicts at Large                                               | детектив, сержант Беркович                                            |
| 1938      | ф  | Герцог Вест-Пойнта                                                       | The Duke of West Point                                          | хоккейный тренер                                                      |
| 1938      | ф  | Спасибо за всё                                                           | Thanks for Everything                                           | полицейский                                                           |
| 1938      | ф  | Флибустьер                                                               | The Buccaneer                                                   | британский сержант (в титрах не указан)                               |
| 1938      | ф  | Все это делают                                                           | Everybody's Doing It                                            | детектив Хейс (в титрах не указан)                                    |
| 1938      | ф  | Рождённый быть диким                                                     | Born to Be Wild                                                 | Страйкер (в титрах не указан)                                         |
| 1938      | ф  | Ночная точка                                                             | Night Spot                                                      | похититель (в титрах не указан)                                       |
| 1938      | ф  | Летчик-испытатель                                                        | Test Pilot                                                      | пилот (в титрах не указан)                                            |
| 1938      | ф  | Жены под подозрением                                                     | Wives Under Suspicion                                           | Дженкс, шофёр (в титрах не указан)                                    |
| 1938      | ф  | Закон - это я                                                            | I Am the Law                                                    | Джордж, свидетель (в титрах не указан)                                |
| 1938      | ф  | Перерыв на убийство                                                      | Time Out for Murder                                             | сержант полиции (в титрах не указан)                                  |
| 1938      | ф  | Блонди                                                                   | Blondie                                                         | полицейский в машине, попавшей в аварию (в титрах не указан)          |
| 1938      | ф  | Пока Нью-Йорк спит                                                       | While New York Sleeps                                           | второй коп (в титрах не указан)                                       |
| 1938      | ф  | Чарли Чен в Гонолулу                                                     | Charlie Chan in Honolulu                                        | сержант в отделе убийств (в титрах не указан)                         |
| 1938      | ф  | Джесси Джеймс. Герой вне времени                                         | Jesse James                                                     | капитан кавалерии (в титрах не указан)                                |
| 1939      | ф  | Уличный кодекс                                                           | Code of the Streets                                             | швейцар                                                               |
| 1939      | ф  | Микки Кид                                                                | Mickey the Kid                                                  | Сэндерс                                                               |
| 1939      | ф  | Мистер Вонг в Китайском квартале                                         | Mr. Wong in Chinatown                                           | сержант Джерри                                                        |
| 1939      | ф  | Ирландское счастье                                                       | Irish Luck                                                      | гостиничный детектив Флагер                                           |
| 1939      | ф  | Вызываются все морские пехотинцы                                         | Calling All Marines                                             | гостиничный сержант Смит                                              |
| 1939      | ф  | Циско Кид и леди                                                         | The Cisco Kid and the Lady                                      | сержант О’Райли                                                       |
| 1939      | ф  | Сержант Мэдден                                                           | Sergeant Madden                                                 | полицейский, ведущий допрос (в титрах не указан)                      |
| 1939      | ф  | Юнион Пасифик                                                            | Union Pacific                                                   | Пэдди (в титрах не указан)                                            |
| 1939      | ф  | Царь большого города                                                     | Big Town Czar                                                   | Джордж Митчелл (в титрах не указан)                                   |
| 1939      | ф  | Не рассказывай сказки                                                    | Tell No Tales                                                   | офицер Симмонс (в титрах не указан)                                   |
| 1939      | ф  | Дело об убийстве Грейси Аллен                                            | The Gracie Allen Murder Case                                    | Тёрнки (в титрах не указан)                                           |
| 1939      | ф  | Каждое утро я умираю                                                     | Each Dawn I Die                                                 | полицейский (в титрах не указан)                                      |
| 1939      | ф  | Сначала подумай                                                          | Think First                                                     | детектив (в титрах не указан)                                         |
| 1939      | ф  | Быстрый и яростный                                                       | Fast and Furious                                                | полицейский, охраняющий вход (в титрах не указан)                     |
| 1939      | ф  | Ревущие двадцатые                                                        | The Roaring Twenties                                            | полицейский (в титрах не указан)                                      |
| 1940      | ф  | Вот это были дни!                                                        | Those Were the Days!                                            | полицейский (в титрах не указан)                                      |
| 1940      | ф  | Горячая сталь                                                            | Hot Steel                                                       | Сторм Свенсон                                                         |
| 1940      | ф  | Девушка в 313                                                            | Girl in 313                                                     | детектив Кервин                                                       |
| 1940      | ф  | Королева бандитов                                                        | Queen of the Mob                                                | третий директор ФБР                                                   |
| 1940      | ф  | Ритм Манхэттена                                                          | Manhattan Heartbeat                                             | водитель грузовика                                                    |
| 1940      | ф  | К югу от Паго-Паго                                                       | South of Pago Pago                                              | посетитель кафе                                                       |
| 1940      | ф  | Выдающийся профиль                                                       | The Great Profile                                               | детектив                                                              |
| 1940      | ф  | Дьявольский трубопровод                                                  | The Devil's Pipeline                                            | Даулинг                                                               |
| 1940      | ф  | Молодёжь обслужат                                                        | Youth Will Be Served                                            | Бак Миллер                                                            |
| 1940      | ф  | Гроздья гнева                                                            | The Grapes of Wrath                                             | охранник (в титрах не указан)                                         |
| 1940      | ф  | Замок на Гудзоне                                                         | Castle on the Hudson                                            | надзиратель в камере смертников (в титрах не указан)                  |
| 1940      | ф  | Подставленный                                                            | Framed                                                          | коп (в титрах не указан)                                              |
| 1940      | ф  | Двойное алиби                                                            | Double Alibi                                                    | патрульный Джонсон (в титрах не указан)                               |
| 1940      | ф  | Джонни Аполлон                                                           | Johnny Apollo                                                   | охранник в библиотеке (в титрах не указан)                            |
| 1940      | ф  | Брат «Орхидея»                                                           | Brother Orchid                                                  | сотрудник парковки (в титрах не указан)                               |
| 1940      | ф  | Охотники за привидениями                                                 | The Ghost Breakers                                              | гостиничный портье (в титрах не указан)                               |
| 1940      | ф  | Везучий Циско Кид                                                        | Lucky Cisco Kid                                                 | бригадир на ранчо (в титрах не указан)                                |
| 1940      | ф  | Человек, который слишком много говорил                                   | The Man Who Talked Too Much                                     | Пит, тюремный охранник (в титрах не указан)                           |
| 1940      | ф  | Герои вчерашнего дня                                                     | Yesterday's Heroes                                              | Скаут (в титрах не указан)                                            |
| 1940      | ф  | Кнут Рокне, настоящий американец                                         | Knute Rockne All American                                       | помощник армейского тренера (в титрах не указан)                      |
| 1940      | ф  | Долгий путь домой                                                        | The Long Voyage Home                                            | полицейский в доке (в титрах не указан)                               |
| 1940      | ф  | Северо-западная конная полиция                                           | North West Mounted Police                                       | конный полицейский (в титрах не указан)                               |
| 1940      | ф  | Улица воспоминаний                                                       | Street of Memories                                              | управляющий танцевального зала (в титрах не указан)                   |
| 1940      | ф  | Тин Пэн Элли                                                             | Tin Pan Alley                                                   | армейский сержант (в титрах не указан)                                |
| 1941      | ф  | Искренне твой                                                            | Affectionately Yours                                            | Томассетти                                                            |
| 1941      | ф  | Белль Старр                                                              | Belle Starr                                                     | сержант                                                               |
| 1941      | ф  | Мы идём быстро                                                           | We Go Fast                                                      | лейтенант полиции Бардетт                                             |
| 1941      | ф  | Ночью 16-го января                                                       | The Night of January 16th                                       | патрульный Келли                                                      |
| 1941      | ф  | Кэтлин                                                                   | Kathleen                                                        | грузчик                                                               |
| 1941      | ф  | Высокая Сьерра                                                           | High Sierra                                                     | полицейский (в титрах не указан)                                      |
| 1941      | ф  | Высокий, чёрный, красивый                                                | Tall, Dark and Handsome                                         | детектив в магазине сигар (в титрах не указан)                        |
| 1941      | ф  | Мистер и миссис Смит                                                     | Mr. & Mrs. Smith                                                | сопровождающий красивой женщины (в титрах не указан)                  |
| 1941      | ф  | Вестерн Юнион                                                            | Western Union                                                   | помощник шерифа (в титрах не указан)                                  |
| 1941      | ф  | Рядовые                                                                  | Buck Privates                                                   | сержант (в титрах не указан)                                          |
| 1941      | ф  | Девушки Зигфилда                                                         | Ziegfeld Girl                                                   | Бак, таксист (в титрах не указан)                                     |
| 1941      | ф  | Шаги в темноте                                                           | Footsteps in the Dark                                           | полицейский радиодиктор (в титрах не указан)                          |
| 1941      | ф  | Дотягиваясь до солнца                                                    | Reaching for the Sun                                            | первый охранник (в титрах не указан)                                  |
| 1941      | ф  | Народ против доктора Килдэра                                             | The People vs. Dr. Kildare                                      | Боб Хэкли (в титрах не указан)                                        |
| 1941      | ф  | Приключение в Вашингтоне                                                 | Adventure in Washington                                         | Мэтти (в титрах не указан)                                            |
| 1941      | ф  | Задержите рассвет                                                        | Hold Back the Dawn                                              | иммиграционный служащий (в титрах не указан)                          |
| 1941      | ф  | Город Нью-Йорк                                                           | New York Town                                                   | сержант (в титрах не указан)                                          |
| 1941      | ф  | Ночной кошмар                                                            | I Wake Up Screaming                                             | детектив (в титрах не указан)                                         |
| 1941      | ф  | Жаворонок                                                                | Skylark                                                         | охранник в метро (в титрах не указан)                                 |
| 1941      | ф  | Тень Тонкого человека                                                    | Shadow of the Thin Man                                          | коп на гоночном треке (в титрах не указан)                            |
| 1941      | ф  | Теперь ты в армии                                                        | You're in the Army Now                                          | офицер (в титрах не указан)                                           |
| 1942      | ф  | Обращайтесь с ними жёстко                                                | Treat 'Em Rough                                                 | Джо Троспер                                                           |
| 1942      | ф  | Музыкальный автомат                                                      | Juke Box Jenny                                                  | первый таможенный офицер                                              |
| 1942      | ф  | Пальцы на окне                                                           | Fingers at the Window                                           | лейтенант Шеффер                                                      |
| 1942      | ф  | Десять джентльменов из Уэст-Пойнта                                       | Ten Gentlemen from West Point                                   | капитан Ладди                                                         |
| 1942      | ф  | Разными глазами                                                          | Thru Different Eyes                                             | Томас                                                                 |
| 1942      | ф  | Джентльмен Джим                                                          | Gentleman Jim                                                   | Джордж Корбетт (в титрах не указан)                                   |
| 1942      | ф  | Мистер и миссис Норт                                                     | Mr. and Mrs. North                                              | капитан полиции (в титрах не указан)                                  |
| 1942      | ф  | Пожнешь бурю                                                             | Reap the Wild Wind                                              | отец девочки (в титрах не указан)                                     |
| 1942      | ф  | К берегам Триполи                                                        | To the Shores of Tripoli                                        | начальник тюрьмы (в титрах не указан)                                 |
| 1942      | ф  | Убийцы-белоручки                                                         | Kid Glove Killer                                                | Кинэн, детектив, допрашивающий Эдди (в титрах не указан)              |
| 1942      | ф  | Диверсант                                                                | Saboteur                                                        | коп на мотоцикле (в титрах не указан)                                 |
| 1942      | ф  | Янки Дудл Денди                                                          | Yankee Doodle Dandy                                             | ветеран армии юнионистов (в титрах не указан)                         |
| 1942      | ф  | Крутой парень                                                            | The Big Shot                                                    | детектив (в титрах не указан)                                         |
| 1942      | ф  | Ночь в Новом Орлеане                                                     | Night in New Orleans                                            | Иган (в титрах не указан)                                             |
| 1942      | ф  | Исландия                                                                 | Iceland                                                         | сержант (в титрах не указан)                                          |
| 1942      | ф  | Жизнь начинается в восемь-тридцать                                       | Life Begins at Eight-Thirty                                     | полицейский (в титрах не указан)                                      |
| 1943      | ф  | Военно-воздушные силы                                                    | Air Force                                                       | майор А.М. Бэгли                                                      |
| 1943      | ф  | Убийство в порту                                                         | Murder on the Waterfront                                        | коммандер Джордж Калин                                                |
| 1943      | ф  | Корвет K-225                                                             | Corvette K-225                                                  | 1-й лейтенант Билл Гарднер                                            |
| 1943      | ф  | Привет, Фриско, привет                                                   | Hello Frisco, Hello                                             | главный официант (в титрах не указан)                                 |
| 1943      | ф  | Миссия в Москву                                                          | Mission to Moscow                                               | американский сенатор (в титрах не указан)                             |
| 1943      | ф  | Война в Северной Атлантике                                               | Action in the North Atlantic                                    | начальник школы коммерческого флота (в титрах не указан)              |
| 1943      | ф  | Небеса могут подождать                                                   | Heaven Can Wait                                                 | полицейский (в титрах не указан)                                      |
| 1943      | ф  | Сквозь горе, тоску и утраты                                              | So Proudly We Hail!                                             | капитан О’Брайен (в титрах не указан)                                 |
| 1943      | ф  | Я сделал это                                                             | I Dood It                                                       | федеральный агент (в титрах не указан)                                |
| 1943      | ф  | Четыре девушки в джипе                                                   | Four Jills in a Jeep                                            | сержант военной полиции (в титрах не указан)                          |
| 1944      | ф  | Сомнительная слава                                                       | Uncertain Glory                                                 | капитан мобильной охраны                                              |
| 1944      | ф  | За границей с двумя янки                                                 | Abroad with Two Yanks                                           | сержант Уиггинс                                                       |
| 1944      | ф  | Загадка Бермуд                                                           | Bermuda Mystery                                                 | Демпси (в титрах не указан)                                           |
| 1944      | ф  | Жили-были                                                                | Once Upon a Time                                                | скептик в метро (в титрах не указан)                                  |
| 1944      | ф  | Рождественские каникулы                                                  | Christmas Holiday                                               | полицейский (в титрах не указан)                                      |
| 1944      | ф  | Мистер Уинкл идет на войну                                               | Mr. Winkle Goes to War                                          | сержант (в титрах не указан)                                          |
| 1944      | ф  | Странный роман                                                           | Strange Affair                                                  | охранник в банке (в титрах не указан)                                 |
| 1944      | ф  | Лора                                                                     | Laura                                                           | детектив Макивити (в титрах не указан)                                |
| 1944      | ф  | Принцесса и пират                                                        | The Princess and the Pirate                                     | морской офицер (в титрах не указан)                                   |
| 1944      | ф  | Голливудская лавка для войск                                             | Hollywood Canteen                                               | сержант морской пехоты (в титрах не указан)                           |
| 1945      | ф  | Чудо-человек                                                             | Wonder Man                                                      | водитель автобуса                                                     |
| 1945      | ф  | Конфликт                                                                 | Conflict                                                        | детектив, лейтенант Вормак                                            |
| 1945      | ф  | Поднять якоря                                                            | Anchors Aweigh                                                  | радиокоп                                                              |
| 1945      | ф  | Шанхайская кобра                                                         | The Shanghai Cobra                                              | Х.Р. Джарвис                                                          |
| 1945      | ф  | Паук                                                                     | The Spider                                                      | офицер Джонни Трейси                                                  |
| 1945      | ф  | Бог – мой второй пилот                                                   | God Is My Co-Pilot                                              | майор на авиабазе Гуйлинь (в титрах не указан)                        |
| 1945      | ф  | Косвенная улика                                                          | Circumstantial Evidence                                         | охранник (в титрах не указан)                                         |
| 1945      | ф  | Дон Хуан Куиллиган                                                       | Don Juan Quilligan                                              | сержант полиции (в титрах не указан)                                  |
| 1945      | ф  | Он сказал «Убийство»                                                     | Murder, He Says                                                 | офицер полиции (в титрах не указан)                                   |
| 1945      | ф  | В этих стенах                                                            | Within These Walls                                              | надзиратель (в титрах не указан)                                      |
| 1945      | ф  | Милдред Пирс                                                             | Mildred Pierce                                                  | детектив (в титрах не указан)                                         |
| 1945      | ф  | Таверна Даффи                                                            | Duffy's Tavern                                                  | коп (в титрах не указан)                                              |
| 1945      | ф  | Джонни Эйнджел                                                           | Johnny Angel                                                    | Флавин, помощник Куинси (в титрах не указан)                          |
| 1945      | ф  | Маскарад в Мехико                                                        | Masquerade in Mexico                                            | агент ФБР (в титрах не указан)                                        |
| 1945      | ф  | Сан-Антонио                                                              | San Antonio                                                     | скотовод (в титрах не указан)                                         |
| 1946      | ф  | Странная любовь Марты Айверс                                             | The Strange Love of Martha Ivers                                | детектив №1                                                           |
| 1946      | ф  | Легко жениться                                                           | Easy to Wed                                                     | Джо                                                                   |
| 1946      | ф  | Свидание с Энни                                                          | Rendezvous with Annie                                           | Тёрнки                                                                |
| 1946      | ф  | Пропавшая леди                                                           | The Missing Lady                                                | инспектор полиции Кардона                                             |
| 1946      | ф  | Плащ и кинжал                                                            | Cloak and Dagger                                                | полковник Уолш                                                        |
| 1946      | ф  | Ангел на моем плече                                                      | Angel on My Shoulder                                            | Беллами                                                               |
| 1946      | ф  | Никто не вечен                                                           | Nobody Lives Forever                                            | Шейк Томас                                                            |
| 1946      | ф  | Сентиментальное путешествие                                              | Sentimental Journey                                             | детектив, сержант Макфарленд (в титрах не указан)                     |
| 1946      | ф  | Два года на палубе                                                       | Two Years Before the Mast                                       | вербовщик (в титрах не указан)                                        |
| 1946      | ф  | Святой Гудлум                                                            | The Hoodlum Saint                                               | человек, раздающий номер в танцевальном конкурсе (в титрах не указан) |
| 1946      | ф  | Украденная жизнь                                                         | A Stolen Life                                                   | следователь (в титрах не указан)                                      |
| 1946      | ф  | Её тип мужчины                                                           | Her Kind of Man                                                 | Эванс (в титрах не указан)                                            |
| 1946      | ф  | Храбрость Лесси                                                          | Courage of Lassie                                               | лейтенант Том Арнольд (в титрах не указан)                            |
| 1947      | ф  | Легендарные Дорси                                                        | The Fabulous Dorseys                                            | Горман                                                                |
| 1947      | ф  | Нора Прентисс                                                            | Nora Prentiss                                                   | окружной прокурор                                                     |
| 1947      | ф  | Пропавший медовый месяц                                                  | Lost Honeymoon                                                  | офицер Макс Райли (в титрах не указан)                                |
| 1947      | ф  | Техасский Робин Гуд                                                      | Robin Hood of Texas                                             | капитан Данфорт                                                       |
| 1947      | ф  | Ярость пустыни                                                           | Desert Fury                                                     | шериф Пэт Джонсон                                                     |
| 1947      | ф  | Джо Палука в нокауте                                                     | Joe Palooka in the Knockout                                     | полицейский                                                           |
| 1947      | ф  | Аллея кошмаров                                                           | Nightmare Alley                                                 | Хоутли, первый владелец карнавала (в титрах не указан)                |
| 1947      | ф  | Могучий Макгурк                                                          | The Mighty McGurk                                               | коп (в титрах не указан)                                              |
| 1947      | ф  | Дамский угодник                                                          | Ladies' Man                                                     | владелец автомата (в титрах не указан)                                |
| 1947      | ф  | Моя любимая брюнетка                                                     | My Favorite Brunette                                            | детектив, лейтенант «Мак» Хеннесси (в титрах не указан)               |
| 1947      | ф  | Это случилось на Пятой авеню                                             | It Happened on Fifth Avenue                                     | первый полицейский (в титрах не указан)                               |
| 1947      | ф  | Обесчещенная леди                                                        | Dishonored Lady                                                 | сержант полиции Пателла (в титрах не указан)                          |
| 1947      | ф  | Песня Тонкого человека                                                   | Song of the Thin Man                                            | Рирдон, офицер полиции (в титрах не указан)                           |
| 1947      | ф  | Чёрное золото                                                            | Black Gold                                                      | Мак (в титрах не указан)                                              |
| 1948      | ф  | Следователь секретной службы                                             | Secret Service Investigator                                     | инспектор полиции Торндайк                                            |
| 1948      | ф  | Прикосновение бархата                                                    | The Velvet Touch                                                | сержант Олифант                                                       |
| 1948      | ф  | Одно прикосновение Венеры                                                | One Touch of Venus                                              | Керриган                                                              |
| 1948      | ф  | Мародёры                                                                 | The Plunderers                                                  | старший сержант                                                       |
| 1948      | ф  | Бунгало 13                                                               | Bungalow 13                                                     | лейтенант Сэм Уилсон                                                  |
| 1948      | ф  | Спи, моя любовь                                                          | Sleep, My Love                                                  | лейтенант полиции Митчелл (в титрах не указан)                        |
| 1948      | ф  | Моя девушка Тиза                                                         | My Girl Tisa                                                    | охранник (в титрах не указан)                                         |
| 1948      | ф  | Петля висит высоко                                                       | The Noose Hangs High                                            | дорожный полицейский (в титрах не указан)                             |
| 1948      | ф  | Ярость в Фёрнейс-Крик                                                    | Fury at Furnace Creek                                           | военный прокурор (в титрах не указан)                                 |
| 1948      | ф  | История Бейба Рута                                                       | The Babe Ruth Story                                             | первый помощник в баре Рута (в титрах не указан)                      |
| 1948      | ф  | Возвращение Октября                                                      | The Return of October                                           | надзиратель в тюремной палате (в титрах не указан)                    |
| 1949      | ф  | Убийство                                                                 | Homicide                                                        | детектив, лейтенант Бойлан                                            |
| 1949      | ф  | Ритм Миссисипи                                                           | Mississippi Rhythm                                              | Стэн Колдвэлл                                                         |
| 1949      | ф  | Могучий Джо Янг                                                          | Mighty Joe Young                                                | Шульц                                                                 |
| 1949      | ф  | Эбботт и Костелло встречают убийцу Бориса Карлоффа                       | Abbott and Costello Meet the Killer, Boris Karloff              | инспектор Веллман                                                     |
| 1949      | ф  | У Блонди джекпот                                                         | Blondie Hits the Jackpot                                        | Брофи                                                                 |
| 1949      | ф  | Подручный дьявола                                                        | The Devil's Henchman                                            | сержант Бриггс                                                        |
| 1949      | ф  | Начальник тюрьмы                                                         | Prison Warden                                                   | капитан надзирателей Питер Батлер                                     |
| 1949      | ф  | Стойкость                                                                | Shockproof                                                      | полицейский в парке (в титрах не указан)                              |
| 1949      | ф  | Путь фламинго                                                            | Flamingo Road                                                   | рассерженный кредитор (в титрах не указан)                            |
| 1950      | ф  | Ключ от города                                                           | Key to the City                                                 | коп в Сан-Франциско                                                   |
| 1950      | ф  | Лил из Дакоты                                                            | Dakota Lil                                                      | шеф секретной службы                                                  |
| 1950      | ф  | Дикая орда                                                               | The Savage Horde                                                | охранник                                                              |
| 1950      | ф  | Когда Вилли возвращался домой                                            | When Willie Comes Marching Home                                 | генерал Бреворт                                                       |
| 1950      | ф  | Конечный пункт – убийство                                                | Destination Murder                                              | лейтенант полиции Брюстер                                             |
| 1950      | ф  | Ограбление инкассаторской машины                                         | Armored Car Robbery                                             | лейтенант полиции Филлипс                                             |
| 1950      | ф  | Грешник южных морей                                                      | South Sea Sinner                                                | Эндрюс                                                                |
| 1950      | с  | Одинокий рейнджер                                                        | The Lone Ranger                                                 | 1 эпизод                                                              |
| 1950      | с  | Кавалькада звёзд                                                         | Cavalcade of Stars                                              | 1 эпизод                                                              |
| 1951      | ф  | О! Сюзанна                                                               | Oh! Susanna                                                     | капитан Уорт                                                          |
| 1951      | ф  | Согласно миссис Хойл                                                     | According to Mrs. Hoyle                                         | прокурор                                                              |
| 1951      | ф  | Сражающаяся Береговая охрана                                             | Fighting Coast Guard                                            | командор Роджерс                                                      |
| 1951      | ф  | Операция «Пасифик»                                                       | Operation Pacific                                               | шериф (в титрах не указан)                                            |
| 1951      | ф  | Моя подруга Ирма едет на Запад                                           | My Friend Irma Goes West                                        | Мик, командир патрулирующего корабля (в титрах не указан)             |
| 1951      | ф  | Следуй за солнцем                                                        | Follow the Sun                                                  | Генри Гиббс (в титрах не указан)                                      |
| 1951      | с  | Шоу Эмоса и Энди                                                         | The Amos 'n Andy Show                                           | 2 эпизода                                                             |
| 1951      | с  | Ред Райдер                                                               | Red Ryder                                                       | 1 эпизод                                                              |
| 1951—1952 | с  | Отряд по борьбе с мошенничеством                                         | Racket Squad                                                    | 2 эпизода                                                             |
| 1951—1955 | с  | Шоу Джорджа Бернса и Грейси Аллен                                        | The George Burns and Gracie Allen Show                          | детектив Сойер, 9 эпизодов                                            |
| 1952      | ф  | А вот и морская пехота                                                   | Here Come the Marines                                           | полковник Эванс                                                       |
| 1952      | ф  | Русалка на миллион долларов                                              | Million Dollar Mermaid                                          | дирижёр                                                               |
| 1952      | ф  | Берегись, моряк                                                          | Sailor Beware                                                   | младший офицер (в титрах не указан)                                   |
| 1952      | ф  | Боец                                                                     | The Fighter                                                     | коп (в титрах не указан)                                              |
| 1952      | с  | Небесный король                                                          | Sky King                                                        | 3 эпизода                                                             |
| 1952      | с  | Опасное задание                                                          | Dangerous Assignment                                            | 2 эпизода                                                             |
| 1952      | с  | Полицейская история                                                      | Police Story                                                    | 1 эпизод                                                              |
| 1952—1959 | с  | Театр звезд от «Шлитц»                                                   | Schlitz Playhouse of Stars                                      | 3 эпизода                                                             |
| 1952—1962 | с  | Программа Джека Бенни                                                    | The Jack Benny Program                                          | 4 эпизода                                                             |
| 1953      | ф  | Звезда Техаса                                                            | Star of Texas                                                   | капитан техасских рейнджеров Стёрдивант                               |
| 1953      | ф  | Горячие новости                                                          | Hot News                                                        | Эл Брэгг                                                              |
| 1953      | ф  | Атака истребителя                                                        | Fighter Attack                                                  | полковник Эллисон                                                     |
| 1953      | ф  | Всю дорого трудности                                                     | Trouble Along the Way                                           | тренер Бак Холман (в титрах не указан)                                |
| 1953      | ф  | Френсис в большом городе                                                 | Francis Covers the Big Town                                     | детектив Малвейни (в титрах не указан)                                |
| 1953      | ф  | История Эдди Кантора                                                     | The Eddie Cantor Story                                          | Келли, полицейский (в титрах не указан)                               |
| 1953      | с  | Семейный театр                                                           | Family Theatre                                                  | 1 эпизод                                                              |
| 1953      | с  | Витрина вашего ювелира                                                   | Your Jeweler's Showcase                                         | 1 эпизод                                                              |
| 1953      | с  | Шоу Эдди Кантора                                                         | Your Jeweler's Showcase                                         | 1 эпизод                                                              |
| 1953—1955 | с  | Театр «Дженерал Электрик»                                                | General Electric Theater                                        | 3 эпизода                                                             |
| 1953—1957 | с  | Видеотеатр от «Люкс»                                                     | Lux Video Theatre                                               | 7 эпизодов                                                            |
| 1953—1959 | с  | Шоу Рэда Скелтона                                                        | The Red Skelton Show                                            | 5 эпизодов                                                            |
| 1954      | ф  | Ма и Па Кеттл дома                                                       | Ma and Pa Kettle at Home                                        | коп на мотоцикле (в титрах не указан)                                 |
| 1954      | ф  | Неуправляемая наследница                                                 | Untamed Heiress                                                 | полицейский (в титрах не указан)                                      |
| 1954      | ф  | Каньон расправы                                                          | Massacre Canyon                                                 | полковник Тарант (в титрах не указан)                                 |
| 1954      | с  | Шоу Эбботта и Костелло                                                   | The Abbott and Costello Show                                    | 1 эпизод                                                              |
| 1954      | с  | Письмо к Лоретте                                                         | Letter to Loretta                                               | 3 эпизода                                                             |
| 1954      | с  | Топпер                                                                   | Topper                                                          | 1 эпизод                                                              |
| 1954      | с  | Общественный защитник                                                    | Public Defender                                                 | 4 эпизода                                                             |
| 1954      | с  | Порт                                                                     | Waterfront                                                      | 1 эпизод                                                              |
| 1954      | с  | Шоу Микки Руни                                                           | The Mickey Rooney Show                                          | 1 эпизод                                                              |
| 1954—1955 | с  | Приключения Сокола                                                       | Adventures of the Falcon                                        | 4 эпизода                                                             |
| 1954—1956 | с  | Это великолепная жизнь                                                   | It's a Great Life                                               | 4 эпизода                                                             |
| 1954—1958 | с  | Декабрьская невеста                                                      | December Bride                                                  | 3 эпизода                                                             |
| 1955      | ф  | Мистер Робертс                                                           | Mister Roberts                                                  | военный полицейский                                                   |
| 1955      | ф  | Засада апачей                                                            | Apache Ambush                                                   | полковник Маршалл                                                     |
| 1955      | ф  | Нагая улица                                                              | The Naked Street                                                | адвокат Майкл Х. Фландерс                                             |
| 1955      | с  | Студия 57                                                                | Studio 57                                                       | 1 эпизод                                                              |
| 1955      | с  | Миллионер                                                                | The Millionaire                                                 | 1 эпизод                                                              |
| 1955      | с  | Джейн Уаймен представляет Театр у камина                                 | Jane Wyman Presents The Fireside Theatre                        | 1 эпизод                                                              |
| 1955      | с  | Театр четырёх звёзд                                                      | Four Star Playhouse                                             | 1 эпизод                                                              |
| 1955      | с  | Кавалькада Америки                                                       | Cavalcade of America                                            | 2 эпизода                                                             |
| 1955      | с  | Городской детектив                                                       | City Detective                                                  | 1 эпизод                                                              |
| 1955      | с  | «Ридерс Дайджест» на ТВ                                                  | TV Reader's Digest                                              | 1 эпизод                                                              |
| 1955      | с  | Свистун                                                                  | The Whistler                                                    | 2 эпизода                                                             |
| 1955      | с  | Так вот каков Голливуд                                                   | So This Is Hollywood                                            | 1 эпизод                                                              |
| 1955      | с  | Человек со значком                                                       | The Man Behind the Badge                                        | 2 эпизода                                                             |
| 1955      | с  | Залы плюща                                                               | The Halls of Ivy                                                | 1 эпизод                                                              |
| 1955      | с  | Театр кинорежиссёров                                                     | Screen Directors Playhouse                                      | 1 эпизод                                                              |
| 1955      | с  | Театр «Двадцатого века-Фокс»                                             | The 20th Century-Fox Hour                                       | 1 эпизод                                                              |
| 1956      | ф  | Никогда не прощайся                                                      | Never Say Goodbye                                               | Тимми                                                                 |
| 1956      | ф  | Фрэнсис в доме с приведениями                                            | Francis in the Haunted House                                    | шеф полиции Мартин                                                    |
| 1956      | с  | Утренний театр                                                           | Matinee Theatre                                                 | 1 эпизод                                                              |
| 1956      | с  | Я люблю Люси                                                             | I Love Lucy                                                     | 1 эпизод                                                              |
| 1956      | с  | Звёздная сцена                                                           | Star Stage                                                      | 1 эпизод                                                              |
| 1956      | с  | Театр Этель Бэрримор                                                     | Ethel Barrymore Theater                                         | 1 эпизод                                                              |
| 1956—1959 | с  | Национальный гвардеец                                                    | State Trooper                                                   | 2 эпизода                                                             |
| 1957      | ф  | Держите этого гипнотизёра                                                | Hold That Hypnotist                                             | Джейк Морган                                                          |
| 1957      | ф  | Шаги в ночи                                                              | Footsteps in the Night                                          | мистер Брэдбери                                                       |
| 1957      | ф  | Опасный перегон                                                          | Night Passage                                                   | Тим Райли                                                             |
| 1957      | ф  | Дикий ветер                                                              | Wild Is the Wind                                                | покупатель шерсти                                                     |
| 1957      | ф  | В дыму                                                                   | Up in Smoke                                                     | полицейский                                                           |
| 1957      | ф  | Беспокойная порода                                                       | The Restless Breed                                              | шеф секретной службы                                                  |
| 1957      | ф  | Сверхсекретное дело                                                      | Top Secret Affair                                               | американский легионер (в титрах не указан)                            |
| 1957      | ф  | Крылья орлов                                                             | The Wings of Eagles                                             | гость на вечеринке в саду (в титрах не указан)                        |
| 1957      | ф  | Красавчик Джеймс                                                         | Beau James                                                      | капитан Деннис (в титрах не указан)                                   |
| 1957      | с  | Конфликт                                                                 | Conflict                                                        | 1 эпизод                                                              |
| 1957      | с  | Шоу Гейл Сторм: О! Сюзанна                                               | The Gale Storm Show: Oh! Susanna                                | 2 эпизода                                                             |
| 1957      | с  | Театр от «Алкоа»                                                         | Alcoa Theatre                                                   | 1 эпизод                                                              |
| 1957      | с  | Кульминация                                                              | Climax!                                                         | 1 эпизод                                                              |
| 1957—1958 | с  | Знакомьтесь с Макгроу                                                    | Meet McGraw                                                     | 3 эпизода                                                             |
| 1958      | с  | Джонни Рокко                                                             | Johnny Rocco                                                    | Муни                                                                  |
| 1958      | ф  | Последний салют                                                          | The Last Hurrah                                                 | капитан полиции Майкл Дж. Шанахан (в титрах не указан)                |
| 1958      | с  | Ричард Даймонд, частный детектив                                         | Richard Diamond, Private Detective                              | 1 эпизод                                                              |
| 1958      | с  | Выбор народа                                                             | The People's Choice                                             | 1 эпизод                                                              |
| 1958      | с  | Южанин                                                                   | Buckskin                                                        | 1 эпизод                                                              |
| 1958      | с  | Майк Хаммер                                                              | Mike Hammer                                                     | 1 эпизод                                                              |
| 1958      | с  | Сломанная стрела                                                         | Broken Arrow                                                    | 1 эпизод                                                              |
| 1958—1962 | с  | Альфред Хичкок представляет                                              | Alfred Hitchcock Presents                                       | 3 эпизода                                                             |
| 1959      | с  | Команда М                                                                | M Squad                                                         | 1 эпизод                                                              |
| 1959      | с  | Пограничный патруль                                                      | Border Patrol                                                   | 2 эпизода                                                             |
| 1959      | с  | Бит Бурбон-стрит                                                         | Bourbon Street Beat                                             | 1 эпизод                                                              |
| 1959      | с  | Шоу Дениса О’Кифа                                                        | The Dennis O'Keefe Show                                         | 1 эпизод                                                              |
| 1959—1960 | с  | Человек с камерой                                                        | Man with a Camera                                               | лейтенант Донован, 8 эпизодов                                         |
| 1960      | с  | Стрелок                                                                  | The Rifleman                                                    | 1 эпизод                                                              |
| 1960      | с  | Неприкасаемые                                                            | The Untouchables                                                | 2 эпизода                                                             |
| 1960      | с  | Джонни Миднайт                                                           | Johnny Midnight                                                 | 1 эпизод                                                              |
| 1960—1961 | с  | Сумеречная зона                                                          | The Twilight Zone                                               | 2 эпизода                                                             |
| 1960—1962 | с  | Пит и Глэдис                                                             | Pete and Gladys                                                 | 3 эпизода                                                             |
| 1960—1962 | с  | Ревущие 20-е                                                             | The Roaring 20's                                                | Роберт Говард, 33 эпизода                                             |
| 1960—1965 | с  | Лесси                                                                    | Lassie                                                          | 2 эпизода                                                             |
| 1961      | с  | Настоящие Маккой                                                         | The Real McCoys                                                 | 1 эпизод                                                              |
| 1961      | с  | Братья Браннаганы                                                        | The Brothers Brannagan                                          | 1 эпизод                                                              |
| 1961      | с  | Сотня Кейна                                                              | Cain's Hundred                                                  | 1 эпизод                                                              |
| 1961      | с  | Коронадо 9                                                               | Coronado 9                                                      | 1 эпизод                                                              |
| 1961      | с  | Приграничный цирк                                                        | Frontier Circus                                                 | 1 эпизод                                                              |
| 1961—1965 | с  | Мистер Эд                                                                | Mister Ed                                                       | Слэттери, 8 эпизодов                                                  |
| 1962      | с  | Сёрфсайд 6                                                               | Surfside 6                                                      | 1 эпизод                                                              |
| 1962      | с  | Новая порода                                                             | The New Breed                                                   | 1 эпизод                                                              |
| 1962      | с  | Час Альфреда Хичкока                                                     | The Alfred Hitchcock Hour                                       | 1 эпизод                                                              |
| 1962      | с  | Дни в долине смерти                                                      | Death Valley Days                                               | 3 эпизода                                                             |
| 1962      | с  | О, эти колокола                                                          | Oh, Those Bells                                                 | 1 эпизод                                                              |
| 1963      | ф  | Выбор критиков                                                           | Critic's Choice                                                 | охранник (в титрах не указан)                                         |
| 1963      | ф  | Это безумный, безумный, безумный, безумный мир                           | It's a Mad Mad Mad Mad World                                    | патрульный полицейский (в титрах не указан)                           |
| 1963      | с  | Маккивер и полковник                                                     | McKeever and the Colonel                                        | 1 эпизод                                                              |
| 1963      | с  | Шоу Люси                                                                 | The Lucy Show                                                   | 2 эпизода                                                             |
| 1963      | с  | Сэм Бенедикт                                                             | Sam Benedict                                                    | 1 эпизод                                                              |
| 1963      | с  | Боб Хоуп представляет Театр «Крайслер»                                   | Bob Hope Presents the Chrysler Theatre                          | 1 эпизод                                                              |
| 1964      | ф  | Осень шайеннов                                                           | Cheyenne Autumn                                                 | сержант охраны форта (в титрах не указан)                             |
| 1964      | с  | Хэйзел                                                                   | Hazel                                                           | 1 эпизод                                                              |
| 1964      | с  | Мистер Новак                                                             | Mr. Novak                                                       | 1 эпизод                                                              |
| 1965      | с  | Доктор Килдэр                                                            | Dr. Kildare                                                     | 2 эпизода                                                             |
| 1965      | с  | Правосудие Берка                                                         | Burke's Law                                                     | 1 эпизод                                                              |
| 1965      | с  | Семейка Аддамс                                                           | The Addams Family                                               | 1 эпизод                                                              |
| 1965      | с  | Диснейленд                                                               | Disneyland                                                      | 1 эпизод                                                              |
| 1966      | с  | Прюитты из Саутэмптона                                                   | The Pruitts of Southampton                                      | 2 эпизода                                                             |
| 1966      | с  | Театр отпускного сезона                                                  | Vacation Playhouse                                              | 1 эпизод                                                              |
| 1967      | ф  | Хорошие времена                                                          | Good Times                                                      | лейтенант                                                             |
| 1967      | ф  | Хладнокровное убийство                                                   | In Cold Blood                                                   | Кларенс Дантц                                                         |
| 1967      | ф  | Приключения дворецкого Гриффина                                          | The Adventures of Bullwhip Griffin                              | агент по продаже судовых билетов (в титрах не указан)                 |
| 1968      | с  | Требуется вор                                                            | It Takes a Thief                                                | 2 эпизода                                                             |
| 1971      | ф  | Босой руководитель                                                       | The Barefoot Executive                                          | отец О’Лири                                                           |
| 1974      | с  | Семейка Брейди                                                           | The Brady Bunch                                                 | 1 эпизод                                                              |
| 1976      | тф | Закон и порядок                                                          | Law and Order                                                   | капитан Туми                                                          |
| 1976      | тф | Фрэнсис Гэри Пауэрс: Правдивая история инцидента с самолётом-разведчиком | U-2 Francis Gary Powers: The True Story of the U-2 Spy Incident | президент Дуайт Д. Эйзенхауэр                                         |
| 1976      | с  | Подмена                                                                  | Switch                                                          | 1 эпизод                                                              |